# Біджу (Міннесота)
Біджу (англ. Bejou) — місто (англ. city) в США, в окрузі Меномен штату Міннесота. Населення — 84 особи (2020).

## Географія
Біджу розташований за координатами 47°26′35″ пн. ш. 95°58′20″ зх. д. / 47.44306° пн. ш. 95.97222° зх. д. (47.443039, -95.972097).  За даними Бюро перепису населення США в 2010 році місто мало площу 1,05 км², уся площа — суходіл. В 2017 році площа становила 0,74 км², уся площа — суходіл.

## Демографія
Згідно з переписом 2010 року, у місті мешкало 89 осіб у 37 домогосподарствах у складі 21 родини. Густота населення становила 85 осіб/км².  Було 42 помешкання (40/км²).
Расовий склад населення:
| - 76,4 % — білих - 18,0 % — корінних американців - 1,1 % — азіатів |

До двох чи більше рас належало 4,5 %. Частка іспаномовних становила 0,0 % від усіх жителів.
За віковим діапазоном населення розподілялося таким чином: 22,5 % — особи молодші 18 років, 64,0 % — особи у віці 18—64 років, 13,5 % — особи у віці 65 років та старші. Медіана віку мешканця становила 45,5 року. На 100 осіб жіночої статі у місті припадало 111,9 чоловіків;  на 100 жінок у віці від 18 років та старших — 109,1 чоловіків також старших 18 років.
За межею бідності перебувало 34,0 % осіб, у тому числі 64,0 % дітей у віці до 18 років та 41,7 % осіб у віці 65 років та старших.
Цивільне працевлаштоване населення становило 48 осіб. Основні галузі зайнятості: роздрібна торгівля — 22,9 %, будівництво — 22,9 %, мистецтво, розваги та відпочинок — 16,7 %.